# Chironomus mongolefeus
Chironomus mongolefeus är en tvåvingeart som beskrevs av Sasa och Suzuki 1997. Chironomus mongolefeus ingår i släktet Chironomus och familjen fjädermyggor. Inga underarter finns listade i Catalogue of Life.